# Заферес, Кэти
Кэти Заферес (англ. Katie Zaferes; урождённая Хёрси, Hursey; род. 9 июня 1989, Hampstead, Мэриленд) — американская триатлонистка. Чемпионка Мировой серии 2019, а также серебряный и бронзовый призёр этого турнира в 2018 и 2017 годах, соответственно. Серебряный и бронзовый призёр Олимпийских игр 2020 года в Токио.

## Карьера
Заферес училась в Средней школе Северного Кэрролла и в Сиракузском университете. В обоих занималась беговыми дисциплинами.
Став профессиональной триатлонисткой в 2013 году, 19 апреля она дебютировала на международном уровне на Мировой серии по триатлону в Сан-Диего, где заняла 30-е место. Затем завоевала свой первый подиум на Кубке мира в Паламосе 14 июля. В дебютный год Заферес была удостоена награды «Элитный новичок года в США по триатлону».
В сезоне 2014 года Заферес заняла ряд призовых мест на Кубке мира. Она завоевала свой первый подиум в Мировой серии в Абу-Даби 7 марта 2015 года. Её первая победа случилась в Гамбурге 16 июля.2015 год стал для Заферес выдающимся. Она выиграла серебро в пяти гонках Мировой серии (Абу-Даби, Окленд, Кейптаун, Лондон, Стокгольм), а также бронзу в Голд-Косте. Она закончила сезон на пятом месте в общем зачете.
В 2016 году Заферес также финишировала на подиуме в Эдмонтоне, завоевав бронзу. Она уступила только Саммер Раппапорт и Саре Тру. Она завершила Мировую серию по триатлону 2016 года, заняв четвёртое место в общем зачете. Заняв первое место в рейтинговой системе США по триатлону, Заферес была включена в сборную на летние Олимпийские игры 2016 года, где заняла 18-е место.
Вторая победа в своей карьере Заферес случилась на этапе Кубка мира в Плимуте. Она на 1 секунду опередила канадку Джоанну Браун и на 2 секунды бельгийку Клэр Мишель. Заферес закончила сезон третьей в рейтинге Мировой серии.
Из восьми гонок Мировой серии по триатлону в 2018 году Заферес финишировала на подиуме в шести, взяв два серебра (Иокогама и Монреаль) и четыре бронзы (Бермуды, Лидс, Гамбург и гранд-финал в Голд-Косте). На открытии сезона в Абу-Даби, где гонка проходила на гоночной трассе Яс-Марина, Заферес упала, получила травму и не сумела продолжить соревнования. После этого она заняла лишь шестое место в Эдмонтоне.
До следующей победы, состоявшейся 8 марта 2019 года в Абу-Даби, она завоевала ещё 10 призовых мест на других этапах. Сезон 2019 года стал её лучшим достижением благодаря победам на Бермудских островах, Иокогаме и Монреале, а также второму месту в Лидсе. На квалификационных соревнованиях на Олимпиаду-2020 она не сумела завершить гонку из-за последствия травмы в Гамбурге. Несмотря на это, примерно за 15 дней до этого она взяла золото на Гранд-финале в Лозанне.

## Личная жизнь
Заферес замужем за триатлетом Томми Зафересом.